# داهود
داهود رمزها «DA» (بالإنجليزية: Dahod)‏ ، هو تقسيم إداري لدولة الهند تتبع ولاية غوجارات (بالإنجليزية: Gujarat)‏ ، مركزها هو مدينة داهود (بالإنجليزية: Dahod)‏ عدد سكانها حسب تعداد سنة 2001 هو 1,635,374 ، مساحتها 3,642 كم² وكثافة السكان 449 لكل كم² .